# ویلچونک
ویلچونک (به لاتین: Wilczonek) یک روستا در لهستان است که در گمینا کوتونگ واقع شده‌است.